# MoveOn.org
MoveOn.org è un'organizzazione dalle politiche pubbliche progressiste negli Stati Uniti. Fu fondata come risposta all'impeachment del Presidente Bill Clinton.

## Storia
MoveOn originalmente fu fondato nel 1998 come un gruppo bipartisan di email. Chiese al Congresso degli Stati Uniti, tramite una petizione di "Censor Clinton and move on" cioè censurare il comportamento di Clinton e andare avanti (per occuparsi di cose più importanti).
Successivamente condannò pubblicamente la guerra in Iraq del 2003. Ha poi sostenuto la candidatura di John Kerry alle presidenziali del 2004, accumulando milioni di dollari per i candidati democratici.
MoveOn ha creato pressioni all'interno del partito Democratico per quello che il Washington Post chiamò "una vigorosa agenda elettorale che va oltre l'opposizione all'amministrazione Bush. Il fondatore di MoveOn, Wes Boyd rifiutò gli avvisi dei centristi come anche quelli del Democratic Leadership Council che chiedevano di moderare le proprie posizioni sulla guerra, le tasse, salute pubblica e altre questioni chiave. Nel giugno 2003, in una conferenza a "Take Back America", Boyd dichiarò che la "via primaria per costruire la fiducia è combattere per le cose che vogliono le persone. L'elettorato americano è disposto a supportare un'agenda liberale solo se qualcuno esce fuori e comanderà... Ogni volta che facciamo qualcosa, ogni volta che mostriamo leadership, la nostra membership verrà fuori".
MoveOn.org fu creato da Joan Blades e Wes Boyd, i cofondatori del Berkeley Systems. Partirono con la petizione contro il presidente Clinton. Questa ebbe un notevole successo, al punto che l'associazione continua ad intraprendere azioni del genere, come nel caso della guerra in Iraq.